# Moere
Moere est une section de la ville belge de Gistel située en Région flamande dans la province de Flandre-Occidentale. C'était une commune à part entière avant la fusion des communes de 1971.

## Démographie

### Évolution démographique
- Sources : INS, Rem. : 1831 jusqu'en 1961 = recensements[2].

## Église
L'église Saint-Nicolas de Moere date du XIIIe siècle. Il ne reste que la tour de l'église originale. Le reste de l'église de style néogothique date du XIXe siècle.

## Festival
Moere a aussi son propre festival d'été qui s'appelle Rock Loere.

## Gare
La Compagnie du chemin de fer d'Ostende à Armentières met en service une petite gare à Moere. Reprise par l'État en 1880, elle ferme dans les années 1960. Le bâtiment de gare construit par l'État a depuis été réaménagé Bed and breakfast.

## Personnalités liées à la commune
Ses habitants les plus connus sont Alfons Vanhee, prêtre et un ami du poète Guido Gezelle. Vanhee était aussi rédacteur de l'almanach Het manneke uit de Mane. Un autre habitant peut-être plus connu encore est Marvin Gaye. Gaye a vécu dans ce village pendant quelques mois et c'est là qu'il a écrit sa chanson la plus connue Sexual Healing. On peut encore admirer la maison où il a vécu.